# Halobrecta halensis
Halobrecta halensis is een keversoort uit de familie van de kortschildkevers (Staphylinidae). De wetenschappelijke naam van de soort is voor het eerst geldig gepubliceerd in 1873 door Mulsant & Rey.